# Birger Andreassen
Birger Marinus Andreassen (31 de dezembro de 1891 — 25 de março de 1961) foi um ciclista norueguês. Nos Jogos Olímpicos de Verão de 1912 em Estocolmo, competiu representando a Noruega em duas provas de ciclismo de estrada.